# Чешское радио
Чешское радио (чеш. Český rozhlas, ČRo) — общественная организация Чехии, осуществляющая радиовещание.

## История

### ООО «Радиожурнал» (1923—1948)
18 мая 1923 года был основан ООО «Радиожурнал» (Чехия), запустивший на средних волнах волнах одноимённый радиоканал. В 1936 году «Радиожурнал» на коротких волнах запустил международную версию Радио Прага. В 1938 году ООО «Радиожурнал» была переименована в «Чехословацкое радио», радиостанция стала называться Praha I, на средних волнах была запущена немецкоязычная радиостанция Praha II, в том же году «Чехословацкое радио» было разделено на «Чешское радио» и «Словацкое радио». В 1939 году после оккупации Чехословакии Германией, радиостанции перешли RRG, Praha I была переименована в Sender Protekktorat, Praha II была присоединена к немецкой радиокомпании RRF GmbH, была переименована в Reichssender Boehmen, а в 1940—1941 гг. стала региональным радиоблоком радиостанции Reichsprogramm. В 1945 году после освобождения Чехословакии от немецкой оккупации Чешское радио было восстановлено, Sender Protektorat была переименована в Praha, Reichssender Boehmen была закрыта.

### Чехословацкий телерадиокомитет (1948—1993)
В 1948 г. Чешское радио и Словацкое радио были объединены в Чехословацкое радио, был создан Чехословацкий радиовещательный комитет (Československý rozhlasový výbor) («Чехословацкое радио», Československý rozhlas, ČSRo), Praha стал называться Československo. Год спустя была запущена сеть из 18 региональных радиоканалов. В 1952 г. Чехословацкий радиокомитет на средних волнах запустил радиоканал Praha, «Чехословакия» была переведена на длинные волны. В 1954 году Чехословацкий радиокомитет был переименован в Чехословацкий комитет по радиовещанию и телевидению (Československý výbor pro rozhlas a televizi) («Чехословацкое радио и телевидение»). В 1955 году запущены версии радиостанций «Чехословакия» и «Прага» через проводное радиовещание. В 1960 году количество региональных радиоканалов было сокращено до 9, остались ČSRo Ústí nad Labem, ČSRo Plzeň, ČSRo České Budějovice, ČSRo Hradec Králové, ČSRo Ostrava, ČSRo Brno, ČSRo Bratislava, ČSRo Banská Bystrica и ČSRo Košice. В 1964 году Чехословацкий телерадиокомитет в столичном регионе запустил радиоканал «Regina». В 1971 г. Чехословацкий телерадиокомитет на ультракоротких волнах запустил радиостанцию Vltava.

### Чешское радио (с 1993)
В 1993 году Чехословацкий телерадиокомитет был разделён на Чешское радио и Чешское телевидение. В 1994 году ČRo запустила радиостанцию на ультракоротких волнах ČRo 4, 13 января 2006 года она была переименована в Radio Wave. В 1995 году Чешское радио на ультракоротких волнах запустило радиоканал «ČRo 6». В этот период региональные радиостанции были переведены с частот радиостанции ČRo 2 Praha на отдельные частоты. 1 марта 2013 года ČRo 6 была заменена радиостанцией Plus.

### Блокировка сайта в России
В июле 2021 года Роспотребнадзор заблокировал сайт «Чешского радио» на территории России. Ведомство внесло в реестр запрещенной информации только страницу со статьей «Ян Палах и его последователи», однако заблокированным оказался весь сайт.

## Радиостанции

### Общенациональные радиостанции общей тематики
- ČRo 1 Radiožurnál — общая
- ČRo 2 Dvojka — культура
- ČRo 3 Vltava — музыкальная
- ČRo Regionální vysílání (менее официально ČRo 5) — сеть региональных радиостанций, собственные передачи каждой из радиостанций идут с 05.00 до 19.00, остальное время идут совместные передачи всех региональных радиостанций
  - ČRo Brno (Южноморавский край)
  - ČRo České Budějovice (Южночешский край)
  - ČRo Hradec Králové (Краловеградецкий край)
  - ČRo Karlovy Vary (Карловарский край)
  - ČRo Liberec (Либерецкий край)
  - ČRo Olomouc (Оломоуцкий край)
  - ČRo Ostrava (Моравскосилезский край)
  - ČRo Pardubice (Пардубицкий край)
  - ČRo Plzeň (Пльзенский край)
  - ČRo Regina (Прага)
  - ČRo Region, Středočeský kraj (Среднечешский край)
  - ČRo Region, Vysočina (Высочина)
  - ČRo Sever (Устецкий край)
- Plus — информационная

Доступны во всех регионах Чехии через эфирное радиовещание (цифровое (DAB) на МВ и аналоговое на УКВ (УКВ CCIR, ранее на УКВ OIRT), Radiožurnál на ДВ, ČRo 2 Dvojka на СВ), эфирное (цифровое (DVB-T) на ДМВ), кабельное, спутниковое телевидение, IPTV, а также через Интернет.

### Международные радиостанции
- ČRo 7 Radio Praha, на:
  - чешском,
  - английском,
  - немецком,
  - французском,
  - испанском и
  - русском языках.

Доступны через спутниковое телевидение и интернет (подкасты), ранее — через эфирное радиовещание (аналоговое на КВ).

### Тематические общенациональные радиостанции
- ČRo D-dur — классика
- Radio Wave (менее официально — ČRo 4) — молодёжная
- Rádio Junior — детская
- Jazz — джаз

Доступны во всех регионах Чехии через эфирное радиовещание (цифровое (DAB) на МВ) и Интернет.

### Чешское радио в Интернете
- Сайт rozhlas.cz на чешском и страницы ČRo 7 Radio Praha на чешском и других языках
- Страница Чешского радио в youtube
- Страница Чешского радио в facebook
- Страницы ČRo 7 Radio Praha на чешском и других языках
- Страница Чешского радио в twitter

## Управление и финансирование
Возглавляется генеральным директором (generální ředitel), избираемым Советом CRo (Rada Českého rozhlasu), который в свою очередь избирается Парламентом. Финансируется за счёт концессионной платы (Koncesionářský poplatek), собираемой со всех владельцев радиоприёмников и телевизоров. Контроль за соблюдением законов о СМИ осуществляет Совет радиовещательных и телевизионных передач (Rada pro rozhlasové a televizní vysílání), назначаемым Председателем Правительства по предложению Палаты Депутатов. При CRo действует Симфонический оркестр Чешского радио. CRo является членом EBU.